# アレクセイ・ミーシン
アレクセイ・ニコラエヴィチ・ミーシン (ロシア語：Алексе́й Никола́евич Ми́шин；ラテン文字転写:Alexei Nikolaevich Mishin、1941年3月8日 - ）は、ロシアの元フィギュアスケート選手。
現在はコーチで、レスガフト名称サンクトペテルブルク国立体育アカデミーのスピードスケート及びフィギュアスケート講座主任（教授）。サンクトペテルブルク・フィギュアスケートアカデミー総監督。ソビエト連邦功労スポーツマスター。ロシア連邦功労コーチ。
アレクセイ・ウルマノフ、アレクセイ・ヤグディン、エフゲニー・プルシェンコ等のオリンピック金メダリストを含む数多くの選手を育てた世界を代表する名コーチの一人。

## 経歴

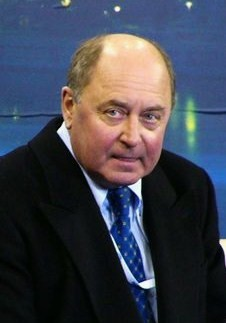
2004年

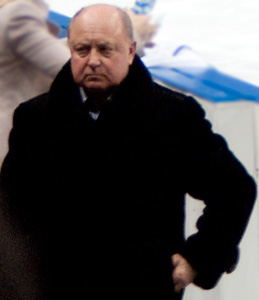
2010年

### 幼少期
アレクセイ・ミーシンは海軍大佐の父ニコライと母タチアナのもと、大祖国戦争の数か月前のウクライナ・ソビエト社会主義共和国セヴァストポリで生まれた。戦時下の慢性的な物資不足によりくる病を発症するも、母親の献身的な育児により何とか生き延びることが出来た。両親がグルジア共和国の首都トビリシにあったナヒーモフ海軍学校に教師の職を見つけたためグルジアで幼少期を過ごす。その後父親の仕事の関係でレニングラードへ引っ越した。
少年時代のミーシンは活発な子供で多くの時間を通りで過ごした。また9歳年上の姉リュドミラの恋人の影響で技術者を志していた。父親はスケートを好み日頃から子供たちを連れて滑りに行っていた。やがて大学生になった姉が奨学金でミーシンにスケート靴を買い与えると、彼は通りを行き交うトラックの後ろにフックを引っ掛けて滑る遊びに夢中になった。そんなある日通りで危険な遊びに耽る息子と友人らを発見した父親は、慌てて彼をJdanov Pioneers Palaceに送り正式にスケートを学ばせる事にした。

### 選手として
1956年に15歳でフィギュアスケートを本格的に習い始める。初めの師は1908年ロンドンオリンピック男子スペシャルフィギュア金メダリストニコライ・パニンの弟子ニナ・レプリンスカヤだった。その後真剣に競技を始め、パニンとレプリンスカヤに師事した元スケーターで、イーゴリ・モスクヴィンのパートナーだったマイヤ・ベレンカヤの生徒になった。当初シングル選手として国内競技に参加したが、1967年からはモスクヴィンの妻タマラ・モスクビナとペアを組み国際試合に参加するようになった。1969年のソ連選手権では同門でオリンピックで二度金メダルを獲得したリュドミラ・ベルソワ/オレグ・プロトポポフ組を破り優勝。また世界選手権でも銀メダルを獲得し、競技から引退。

### コーチとして
1964年にレニングラード電気工科大学（LETI）を卒業後（専攻：自動化と計算機工学）、レニングラード精密機械光学研究所の上級実験助手として働き始める。1973年には同大学院でPh.D.に相当する準博士号を取得。教育学修士。
エンジニアとして学ぶ傍らレスガフト名称サンクトペテルブルク国立体育アカデミーでコーチ学を修め、1968年から同アカデミー講師として働く。コーチとしてのキャリアの初めにはインターンシップとしてアメリカに渡り、ジョン・カリーの師カルロ・ファッシのシステムを、またドイツではカタリナ・ヴィットの師ユッタ・ミュラーの教育メソッドを学んだが、コーチングの重要な部分はスタニスラフ・ジュークとモスクヴィンから多くを学んだ。
最初の弟子グループの一人で1973年のソビエトチャンピオンに育てたタチアナ・オレネワ（現タチアナ・ミーシナ）とは後に結婚。1975年にはユーリ・オフチンニコフが欧州選手権3位に輝き、コーチたちの国際的組織International Professional Skaters Unionの副会長に選出されるなど、順風満帆のコーチ人生が続くかに思われた。しかしこの早すぎる成功が引き金となったのか、1976年インスブルックオリンピック直前に何者かによってソ連国家保安委員会（KGB）に思想に問題ありとして密告され、移動禁止処分を受ける。これにより国際的コーチとしての活動は大幅に制限されたため、空いた時間をフィギュアスケートの研究にあて科学の学位を取得。この時期に執筆した論文は2005年まで国立体育アカデミーの教科書として採用されていた。この時期、著書も数冊出版したが、前述の密告により思想に問題があると思われていたため出版禁止措置を受けたり別人が著者としてクレジットされるなどした。なお1976年に発行されたJumps in Figure Skatingと1979年のSchool in Figure Skatingからの翻訳を抜粋編集した『コーチとスケーターのためのフィギュア技術』が、日本でも1982年1月に国際文化出版社から出版されている（現在絶版）。この時期も国内大会には参加することができたがテレビカメラが彼を映すことは禁じられ現地レポートからも名前が消されるなど、厳しい制限監視下に置かれていた。こうした迫害の日々は3年間続いた。
1985年レスガフト国立体育アカデミー講座主任に就任。1990年には同校教授就任。1994年リレハンメルオリンピックではアレクセイ・ウルマノフが男子シングルで優勝、ミーシンはソビエト・ロシア時代を通じて初めての男子シングルのロシア人チャンピオンを育てたコーチとなった。その後もアレクセイ・ヤグディンやエフゲニー・プルシェンコなどを始め数多くの選手を育成し、現在もサンクトペテルブルクのスポーツパレス“ユビレイニー”を拠点にコーチを続けている。
毎年夏にはトレーニングキャンプを欧米各地で開催し他国の選手に対しても指導を行っている。イタリアのカロリーナ・コストナー、スイスのステファン・ランビエール、サラ・マイヤー、フィンランドのキーラ・コルピ、ルーマニアのゲオルゲ・チッパー、アメリカのジェレミー・アボット、スウェーデンのアドリアン・シュルタイス、さらには日本の村主章枝などもミーシンの指導を受けた。のちにランビエールはミーシンに正式にコーチ就任を依頼したが、ミーシンはプルシェンコの指導に専念するためにこれを断った。

## 人物

### スケート観
ミーシンは、氷とスケート靴の間のコンタクトを自在に操る技術こそフィギュアスケートの本質的技術であるとし、それを磨くことでしかフィギュアスケートの進歩はありえない、としている。
1990年代後半から見られるようになった、足元のエッジワークよりも身振り手振り等の上半身の動きに注力したような演技や、観客に対するアピールばかりしているような演技が、高いスケート技術によってなされる演技よりも高く評価されることがあることを度々批判している。そのような観点からの批判は、自身の教え子であったアレクセイ・ヤグディンも例外ではない。
近年では、上述した本質的スケート技術を新たな領域へと進歩させ、さらに四回転ジャンプまで跳べるパトリック・チャンや小塚崇彦を非常に高く評価しているが、チャンのGOEと演技構成点は実際に彼が実行した内容とそぐわず、また現在の状況はフィギュアスケートの前進ではないとも指摘している。

### 家族
元教え子の妻タチアナ、長男アンドレイ（1976年 - ）、次男ニコライ（1983年 - ）。二人の息子はテニスコーチ。

## 主な戦績

### 男子シングル
| 大会/年        | 1962-63 | 1963-64 | 1964-65 |
| -------------- | ------- | ------- | ------- |
| ソビエト選手権 | 6       | 3       | 5       |

### ペア
- タマラ・モスクヴィナとのペア。

| 大会/年          | 1965-66 | 1966-67 | 1967-68 | 1968-69 |
| ---------------- | ------- | ------- | ------- | ------- |
| オリンピック     |         |         | 5       |         |
| 世界選手権       |         | 6       | 4       | 2       |
| 欧州選手権       |         | 6       | 2       | 3       |
| ソビエト選手権   | 3       | 3       | 2       | 1       |
| モスクワ国際     |         | 1       |         | 1       |
| ユニバーシアード | 3       |         |         |         |

## 主な生徒

### 男子シングル
- ユーリイ・オフチンニコフ（1974年 - 1978年）…1975年ヨーロッパ選手権3位、同年ソビエト選手権1位
- ヴィタリー・エゴロフ…1979年世界ジュニア選手権1位、1980年同選手権2位、1983年冬季ユニバーシアード3位
- オレグ・タタウロフ…1990年ロシア杯3位、同年冬季ユニバーシアード3位、1997年フィンランディア杯2位
- アレクセイ・ウルマノフ （1988年 - 1999年）…1994年リレハンメルオリンピック1位
- アレクセイ・ヤグディン （1992年 - 1998年）…1998年世界選手権1位
- エフゲニー・プルシェンコ （1993年 - ）…2010年バンクーバーオリンピック2位、2006年トリノオリンピック1位、2002年ソルトレイクシティオリンピック2位
- アンドレイ・グリアゼフ （1996年 - 2002年）…2004年世界ジュニア選手権1位、2007年ロシア選手権1位
- アンドレイ・ルタイ （2001年 - 2009年）…2007年、2008年ロシア選手権2位
- アルトゥール・ガチンスキー （2002年 - 2013年）…2010年世界ジュニア選手権3位、2011年世界選手権3位
- セルゲイ・ドブリン （2007年 - 2009年）…2005年世界ジュニア選手権3位、2007年ロシア選手権3位
- アンドレイ・ラズキン
- ミハイル・コリヤダ…2018年平昌五輪団体戦2位、2018年世界選手権3位
- エフゲニー・セメネンコ

### 女子シングル
- タチアナ・ミーシナ（旧姓オレネワ）…1973年ソビエト選手権1位
- アンナ・アントノワ…1981年世界ジュニア選手権3位、1982年ソビエト選手権2位
- エレーナ・ソコロワ （2000年 - 2002年）…2003年世界選手権2位
- クセニア・ドロニナ（2002年 - 2007年）…2007年ロシア選手権1位、2004年ニース杯1位（ジュニア）
- カタリナ・ゲルボルト （ - 2009年）…2008年ロシアジュニア選手権1位、2009年ロシア選手権3位
- エリザベータ・トゥクタミシェワ（2007年 - ）…2010年ロシア選手権3位、2010年世界ジュニア選手権2位、2015年世界選手権1位
- ソフィア・サモドゥロワ

## 栄典
- ロシア連邦友好勲章（1994年）
- ロシア連邦功労スポーツマスター（2002年）
- ロシア連邦大統領賞（2002年）
- ロシア連邦功労コーチ
- ソビエト連邦功労スポーツマスター（1969年）
- ソビエト連邦功労コーチ
- Honorary title "Best in Saint Petersburg's Sports" （2006年）

## 著書
- Figure Skating Jumps（Fizkultura i Sport 1976年 104頁）
- School in Figure Skating（Fizkultura i Sport 1979年 175頁）
- Biomechanics of Figure Skaters（Fizkultura i Sport 1981年 144頁）
- 『コーチとスケーターのためのフィギュア技術』（国際文化出版社 ISBN 978-4875460022 1982年 235頁）
- Figure Skating: A Study Manual for Sports Colleges（Fizkultura i Sport 1985年 271頁）